# Liste der Monuments historiques in Arrancy-sur-Crusnes
Die Liste der Monuments historiques in Arrancy-sur-Crusnes führt die Monuments historiques in der französischen Gemeinde Arrancy-sur-Crusnes auf.

## Liste der Immobilien
| Bezeichnung                    | Beschreibung            | Standort                 | Kennzeichnung | Schutzstatus | Datum | Bild           |
| ------------------------------ | ----------------------- | ------------------------ | ------------- | ------------ | ----- | -------------- |
| Château de Arrancy-sur-Crusnes | aus dem 18. Jahrhundert | Rue du Château (Lage)    | PA00106458    | Inscrit      | 1982  |                |
| Kirche St-Maurice              | ab dem 12. Jahrhundert  | Place de l’Église (Lage) | PA00132646    | Inscrit      | 1994  | weitere Bilder |

## Liste der Objekte
| Bezeichnung                   | Beschreibung                                                                                     | Standort                        | Kennzeichnung | Schutzstatus | Datum | Bild |
| ----------------------------- | ------------------------------------------------------------------------------------------------ | ------------------------------- | ------------- | ------------ | ----- | ---- |
| Zwölf-Apostel-Retabel         | am Hauptaltar; Stein, bemalt, 15. Jahrhundert                                                    | in der Kirche St-Maurice (Lage) | PM55001254    | Classé       | 1960  |      |
| Nischenretabel                | in der Kapelle des rechten Seitenschiffs; Stein, Ende des 15. Jahrhunderts                       | in der Kirche St-Maurice (Lage) | PM55000017    | Classé       | 1960  |      |
| Taufbecken                    | Kalkstein, 16. Jahrhundert                                                                       | in der Kirche St-Maurice (Lage) | PM55001472    | Inscrit      | 1999  |      |
| Takenplatte                   | Gusseisen, 1764                                                                                  | in der Kirche St-Maurice (Lage) | PM55002631    | Inscrit      | 2007  |      |
| Monstranz                     | Silber, vergoldet, 19. Jahrhundert, von Thomas-Joseph Armand-Calliat                             | in der Kirche St-Maurice (Lage) | PM55001471    | Inscrit      | 1995  |      |
| Liturgische Gewänder          | Kasel, Stola, Manipel, Kelchvelum und Bursa; Satin, bestickt, zweite Hälfte des 19. Jahrhunderts | in der Kirche St-Maurice (Lage) | PM55002630    | Inscrit      | 2007  |      |
| Kruzifix                      | Holz, farbig gefasst und vergoldet, 18. Jahrhundert                                              | in der Kirche St-Maurice (Lage) | PM55002629    | Inscrit      | 2007  |      |
| Glocke                        | Bronze, 1742 gegossen                                                                            | in der Kirche St-Maurice (Lage) | PM55000016    | Classé       | 1944  |      |
| Skulptur Unterweisung Mariens | Stein, farbig gefasst, 16. Jahrhundert                                                           | in der Kirche St-Maurice (Lage) | PM55000004    | Classé       | 1960  |      |
| Grabstein für Pierre Maucler  | Marmor, 1758                                                                                     | in der Kirche St-Maurice (Lage) | PM55001470    | Inscrit      | 1991  |      |
| Kelch                         | Kupfer und Silber, teilweise vergoldet, 18. und 19. Jahrhundert                                  | in der Kirche St-Maurice (Lage) | PM55000018    | Classé       | 1988  |      |